# Штандарт (знамя)
Штандарты

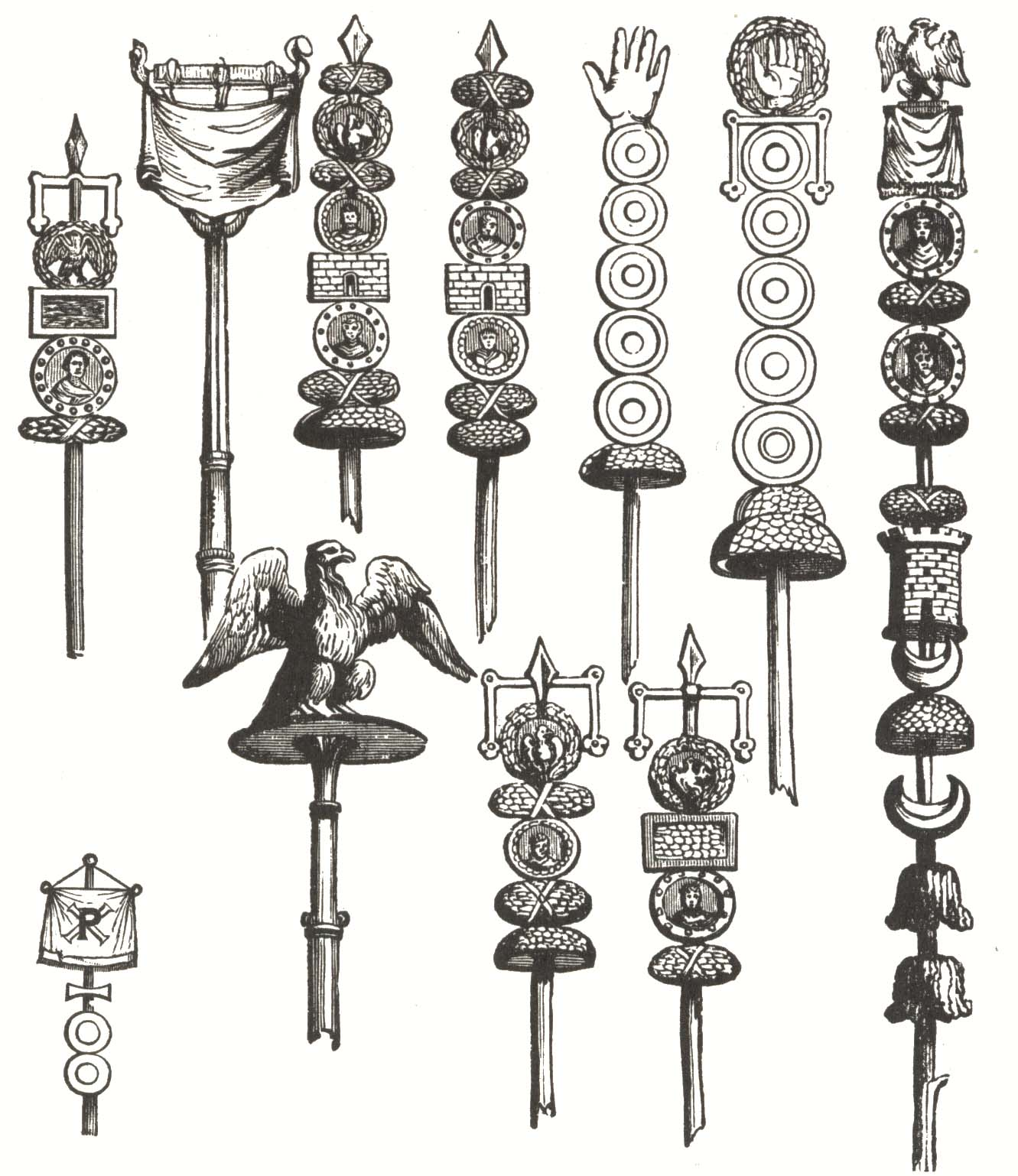
Римские штандарты

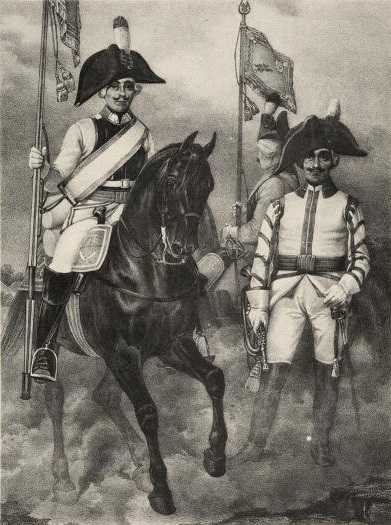
Эстандарт-юнкер Екатеринославского (виден штандарт) и трубач Казанского Кирасирского полков, 1797—1801 года

Георгиевский штандарт с Георгиевскими лентами лейб-гвардии Кирасирского Его Величества полка, 1817 год

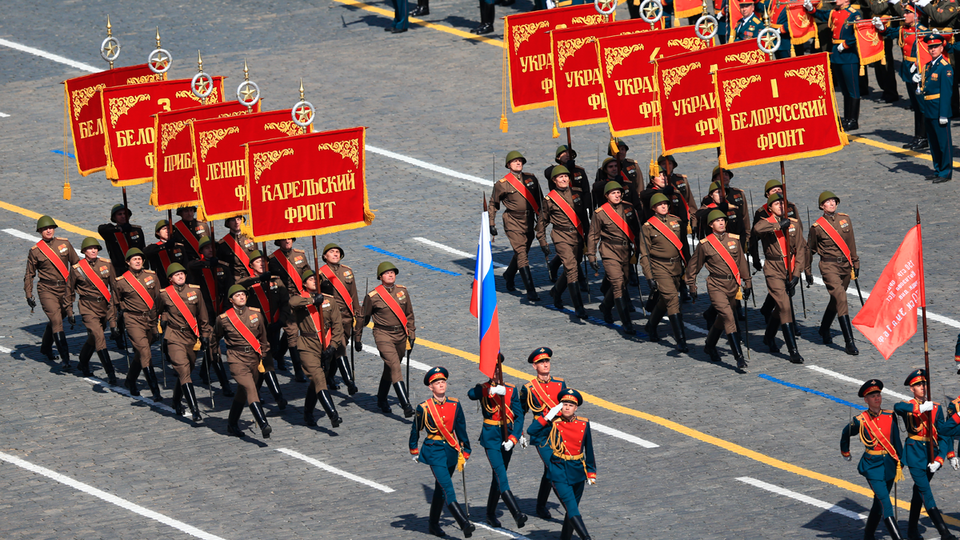
Штандарты фронтов на Параде Победы 2015 года

Штанда́рт (от нидерл. standaard — «знамя»; нем. Standarte, stanthart от фр. estendard — «кавалерийское знамя»):
- знак различия формирований в Римской империи;
- особый вид знамени, флага (в России называли прапором), персональное знамя знатного человека, непрямоугольной формы;
- символ государства или формирования, воинское (вначале — кавалерийское) знамя. Так, в РИА штандарты вручали полкам кавалерии и казаков;
- личный флаг императора или короля, почётный персонифицированный символ власти главы государства ряда государств и стран (в том числе России), других руководящих должностных лиц, поднимаемый в месте его пребывания (резиденции, на транспорте).

«впредь знамёнам и штандартам служить бессрочно»— Император Павел, 30 апреля 1797 года

## Формирование
«Жалованные войскам знамёна, штандарты и прочие регалии присваиваются им навсегда, как отличительные знаки, свидетельствующие о храбрости и доблести войск, заслуживших отличия. Посему каждая часть войск обязана с особенным попечением содержать свои регалии и в самой древности их находить лестнейшее удостоверение в достоинствах и заслугах тех войск, которыми они приобретены».— Свод Военных Постановлений.
Штандарт формирования РИА являлся священным символом военной силы, победы, доблести и чести проявленными личным составом. Так, в Российской Империи штандарты вручались полкам кавалерии и казаков. Штандарты впервые были выданы кирасирам в 1731 году.

### Образец
Образцы штандартов Русской Императорской Армии
Армии России имперского периода:
- 1884 год. Рисунок штандарта нового образца был утверждён 17 ноября 1884 года. Штандарт представлял собой уменьшенное пехотное знамя образца 1883 года с таким же навершием образца 1883 года и без бахромы. Полотнище 57,85 на 66,75 см, ширина каймы 4,45 см, рамки 8,9 см, стороны угловых квадратов 15,58 см, средний четырёхугольник 44,5 на 31,15 см. Древко тёмно-зелёное, с вызолоченными или высеребренными желобками, по прибору.
  - Модификация 1894 года была установлена 20 октября 1894 года включала вензель императора Николая II (взамен вензеля императора Александра III) в Армии было положено вышивать полностью по цвету металлического прибора. 16 июля 1896 года на штандартах, вновь жалуемых частям, были восстановлены прежние навершия: для гвардии — образца 1857 года (гвардейское) и образца 1875 года (Георгиевское гвардейское), для Гвардейских кирасир — образца 1867 года (кирасирское) и образца 1875 года (Георгиевское кирасирское), для армии — образца 1857 года (армейское) и образца 1867 года (Георгиевское), описанные выше.
- 1867 год. Так называемый (кирасирский) штандарт был утверждён 9 ноября 1867 года и представлял собой двуглавого орла с распростёртыми крыльями, стоящего на шаре; от клювов к концам поперечины идут цепи, ещё две цепи идут к кольцу на шаре. Навершие высеребрено или вызолочено по прибору.
  - Модификация 1897 года установлена 5 августа 1897 года. В армии шитьё золотом и серебром заменялось жёлтым и белым шёлковым шитьём. Такие штандарты получили 7 полков армейской кавалерии.
- 1900 год. Новый образец штандарта был утверждён 21 апреля 1900 года, со следующими отличиями от предыдущею. Полотнище цельнотканое, что обеспечило большую прочность и долговечность штандартов. Для всех частей на лицевой стороне выткано изображение Спаса Нерукотворного, причём каёмка вокруг иконы повторяет по цвету кайму штандарта. Над иконой надпись «СЪ НАМИ БОГЪ». Размеры и расцветка сохранены прежние, в армии восстановлена вышивка золотом и серебром. Надпись отличия на Георгиевских регалиях остаётся лишь на скобе.
  - Кирасирская модификация (образца 1900 г.) отличалась наличием каймы по всем четырём сторонам полотнища и креплением не к древку, а к особой поперечине, крепившейся цепями к навершию.
  - Модификация 1914 года штандарта образца 1900 года полностью повторяет модификацию 1914 года для знамён, с прежними размерами. Части, комплектовавшиеся лицами нехристианского вероисповедания (Крымский конный полк и Туркменский конный дивизион) получали штандарты с изображением на лицевой стороне Государственного герба (вместо иконы) и без надписи «СЪ НАМИ БОГ» (для образца 1900 г.).

В значке полк не нуждался. Зато ему навязали новый полковой штандарт. С неподдельной грустью расставались не только офицеры, но даже и солдаты с нашим старым полковым штандартом, тяжёлым квадратным полотнищем, сплошь затканным почерневшим в пороховом дыму серебром. Он видел Аустерлиц, Бородино, Фер-Шампенуаз и Париж, держась за его край, я приносил офицерскую присягу, а теперь его, как покойника, взвод 2-го эскадрона отвёз и «похоронил» в соборе Петропавловской крепости.

Церемония прибивки нового штандарта происходила в Аничковском дворце на Невском, где жила вдовствующая императрица — шеф полка. <…> Офицеры, один за другим, по старшинству, специальным серебряным молоточком вбивали очередной гвоздик, прикреплявший полотнище к древку. Тяжёлую серебряную цепь, на которой развевался наш старый штандарт, заменили хрупкой цепочкой, такой же дешёвой, как и вся бутафория, заведённая при злосчастном царе. Не на полевом галопе, не на лихом карьере, а тут же, на Невском, при выезде из дворца цепочка… порвалась, и новый штандарт беспомощно повис, как бы предвещая беды и несчастья.— Игнатьев А. А. Пятьдесят лет в строю. Книга III, глава 4. — М.: Воениздат, 1986. — С. 295. — ISBN 5-203-00055-7.

## Глава государства (должностное лицо)
Штандарт главы государства является почётным персонифицированным символом власти главы государства ряда государств и стран (в том числе в России), а также символом руководства других руководящих должностных лиц, поднимающийся в месте их пребывания (резиденции, на транспорте). Обычно штандарт был результатом «слияния» флага и герба государства, которым управлял его обладатель. Ниже представлены статьи о некоторых штандартах:
- Штандарт президента Итальянской Республики
- Штандарт президента Казахстана
- Штандарт Президента Российской Федерации
- Штандарт Президента Республики Таджикистан
- и так далее.

### Царский штандарт в России
В начале XVIII века Пётр I также собственноручно утвердил ещё один флаг — жёлтое полотнище с двуглавым чёрным орлом, держащим морские карты с изображением Белого, Каспийского и Азовского морей. 1 мая 1703 года русские войска взяли шведскую крепость Ниеншанц, запиравшую вход в Финский залив, и 2 мая Пётр I отметил: «Слава Богу за исправление нашего штандарта во образ святого Андрея… В тот образ четвёртое море присовокуплено». Присоединение части побережья Балтийского моря было ознаменовано добавлением четвёртой морской карты на штандарт, и уже 8 сентября 1703 года на новом фрегате, получившем название «Штандарт», был поднят штандарт с четырьмя картами.
В 1712 году в собственноручно написанном указе Пётр I дал описание штандарта:
«Штандарт, чёрный орёл в жёлтом поле, яко Герб Российской империи, имея три короны: две королевских и одну Империальскую, в которого грудях Св. Георгий с драконом. В обеих же главах и ногах 4 карты морских: в правой главе Белое море, в левой Каспийское, в правой ноге Палас Меотис, в левой Синус Финикус и пол Синуса Ботника и часть Ост-Зее»

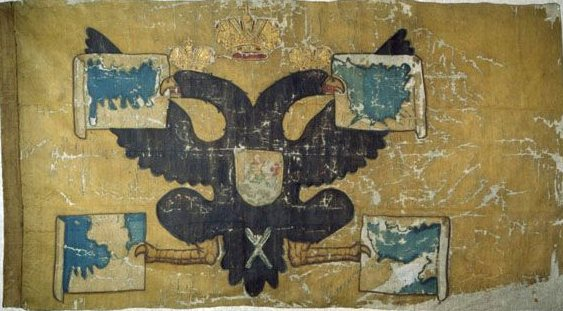
Морской штандарт Петра I 1703 года.
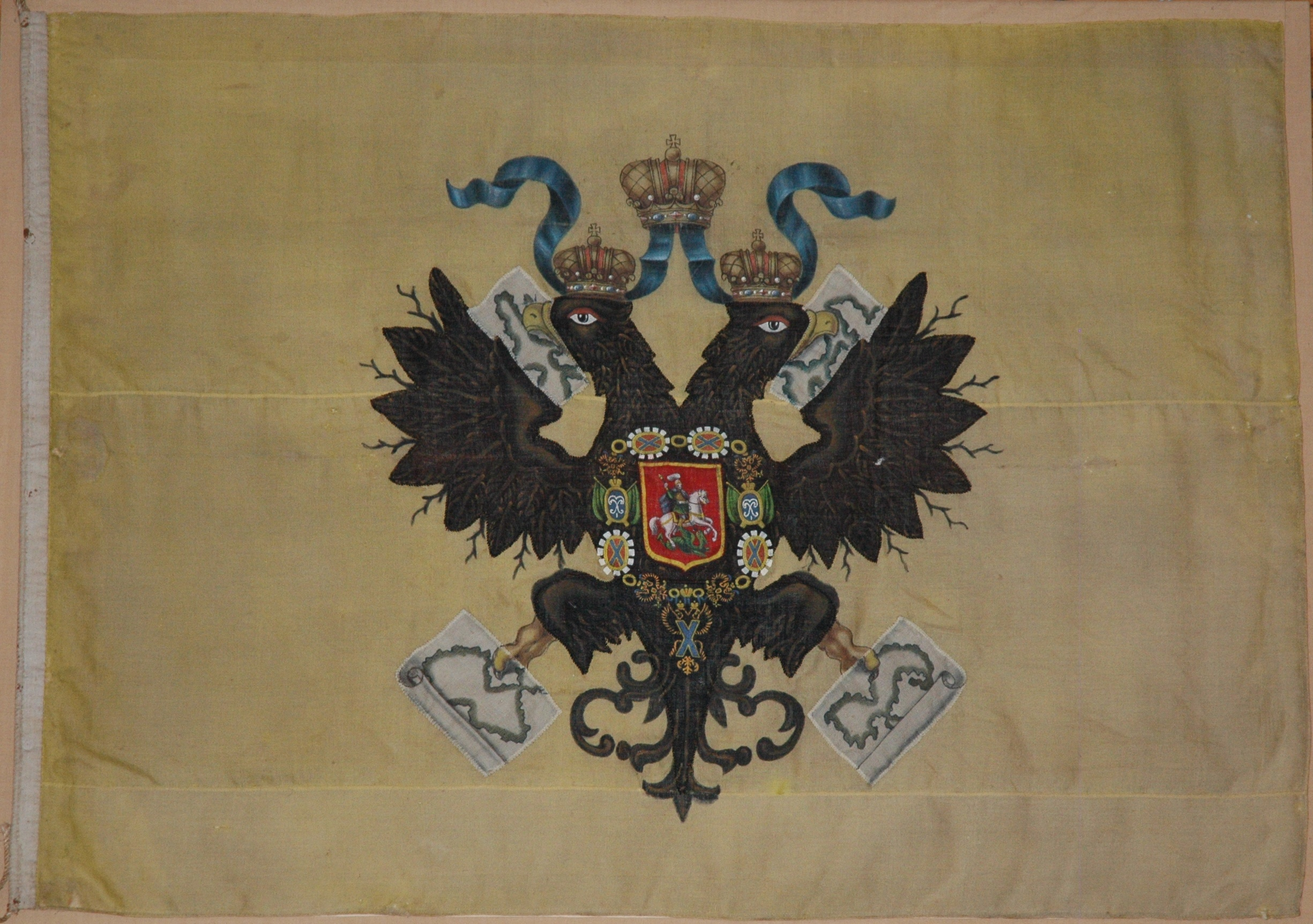
Императорский судовой штандарт образца 1858 года. Музей «Императорский рыбачий домик» в Лангинкоски, Финляндия.